# Margaroperdix madagarensis
La pernice del Madagascar (Margaroperdix madagarensis (Scopoli, 1786)) è un uccello della famiglia Phasianidae, endemico del Madagascar. È l'unica specie del genere Margaroperdix.